# Грязные фото для дамы вне всяких подозрений
Грязные фото для дамы вне всяких подозрений (итал. Le foto proibite di una signora per bene) — итальянский детективный фильм 1970 года, снятый режиссёром Лучано Эрколи. 

## Сюжет
Пьер кажется успешным предпринимателем, но в действительности он стоит на грани разорения. Однажды его молодую жену Мину начинает преследовать маньяк, утверждающий что Пьер на самом деле убийца. Для того, чтобы заполучить улики против мужа, Мину вынуждена исполнять сексуальные фантазии маньяка. Женщина делится всем этим со своей подругой Доминик — эротоманкой и коллекционеркой порнографических фотографий. Тем временем, маньяк успел сделать откровенные фотографии самой Мину, и теперь начинает шантажировать её, угрожая рассказать обо всём мужу. Отчаявшаяся женщина признаётся во всём своему супругу, но тот не верит в существование шантажиста.
Уже находясь на грани безумия, Мину обнаруживает внезапно, что всё случившееся с ней было спланировано её собственным мужем. Пьер воспользовался маньяком для того, чтобы избавиться от жены и получить крупную сумму, на которую застрахована её жизнь. Поняв, что его план провалился, предприниматель убивает сообщника и готовится устранить жену. Но в этому мешает внезапно появившаяся полиция — как оказалось, Доминик всё поняла и вызвала служителей закона.

## Съёмочная группа
- Лучано Эрколи[итал.] — режиссёр-постановщик
- Эрнесто Гастальди[итал.] и Манаэн Веласко — авторы сценария
- Лучано Эрколи[итал.], Фраде, Хосе[исп.], Альберто Пульезе — продюсеры
- Эннио Морриконе — композитор
- Алехандро Ульоа[исп.] — оператор-постановщик
- Лучано Эрколи[итал.] — редактор

## В ролях
- Дагмар Лассандер — Мину
- Пьер Паоло Каппони[итал.] — Пьер
- Симо Андреу[кат.] — шантажист
- Ньевес Наварро — Доминик (в титрах указана как Сьюзан Скотт)
- Освальдо Дженаццани[итал.] — комиссар Франко Поретти
- Сальвадор Юге — Джорджо

## Восприятие
Итальянский кинокритик Паоло Мерегетти хоть и включил фильм в свой кинословарь, дал ему весьма нелестную характеристику: 
Как и в других детективных фильмах Эрколи по сценарию Эрнесто Гастальди, развязка становится очевидной через три минуты и саспенс отсутствует. Сексуальные сцены скромненькие. На этот раз не спасает даже музыка Эннио Морриконе. Только для фанатов костюмов эпохи. Оригинальный текст (итал.)Come negli altri gialli di Ercoli scritti da Ernesto Gastaldi, la soluzione è ovvia dopo tre minuti e la suspence è nulla. Timidissime le scene sexy. Questa volta non basta neanche la musica di Ennio Morricone. Solo per i fan dei vestiti dell’epoca.